# DR-Baureihe E 52
Die Baureihe EP 5 (ab 1927: Baureihe E 52, ab 1968: Baureihe 152) war eine Elektrolokomotive für den schweren Personenzugverkehr der Deutschen Reichsbahn (DR) und der Deutschen Bundesbahn (DB).

## Geschichte
Im ersten von der Deutschen Reichsbahn Gruppenverwaltung Bayern aufgestellten Beschaffungsprogramm neuer Fahrzeuge war auch eine Elektrolokomotive für den schweren Personenzugdienst auf den elektrifizierten Strecken in Bayern vorgesehen. Aus zahlreichen Entwürfen entschied man sich für eine 2’BB2’-Lokomotive, welche die gleichen Motoren erhalten sollte wie die ebenfalls geplante Güterzuglokomotive Baureihe E 91.
Bei dieser Neukonstruktion ging man von der bisherigen Bauweise von Elektrolokomotiven mit einem langsamlaufenden Großmotor ab und entschied sich für vier kleinere Elektromotoren. Das Triebwerk wurde in einem durchgehenden Rahmen in zwei Gruppen angeordnet. Jede Gruppe besitzt zwei Motoren, die über Zahnräder eine gemeinsame Vorgelegewelle antreiben. Diese treibt über schräge Kurbelstangen eine Blindwelle an, welche durch Kuppelstangen mit zwei Treibachsen gekuppelt ist. Um die zulässigen Achslasten nicht zu überschreiten, erhielten die Maschinen je ein zweiachsiges Vorlauf- bzw. Nachlauf-Drehgestell. Drei der vier Treibachsen sind seitenbeweglich gelagert. Auf dem Rahmen ist der Lokomotivkasten mit den beiden Endführerständen aufgebaut. An den Stirnwändern gab es Stirnwandtüren mit Übergangsblechen, die später aber entfernt wurden. Die Aufbauten hatten ursprünglich einen braunen Anstrich, das Fahrgestell war schwarz, die Räder rot. Der Stromabnehmer war vom Typ SBS 9.
Der Fahrzeugteil wurde von Maffei und die elektrische Ausrüstung von WASSEG, einer Arbeitsgemeinschaft aus AEG und SSW, hergestellt.
Die Hersteller lieferten die Lokomotiven in den Jahren 1924 und 1925 an die Gruppenverwaltung Bayern der DR, die sie noch als Gattung EP 5 mit den Nummern 21 501–535 in Betrieb nahm. Im Jahre 1927 erhielten sie die Bezeichnung E 52 01–35. Die Fahrzeuge wurden ausschließlich bei bayerischen Einsatzstellen beheimatet. Bis 1945 wurden die E 52 02, 31 und 35 kriegsbedingt ausgemustert.

## DB-Baureihe 152
Die DB übernahm die übrigen Maschinen, bis 1950 schieden dann noch die kriegsbeschädigten E 52 01, 29 und 32 aus. Die verbliebenen 29 Maschinen erhielten 1968 die Bezeichnung Baureihe 152. Als durch das Neubauprogramm der DB neue, leistungsfähige Elektrolokomotiven in ausreichender Zahl zur Verfügung standen, wurden diese schweren Maschinen jedoch schnell entbehrlich.
In den 1960er Jahren war die Reihe u. a. beim Bw Nürnberg Hbf beheimatet und im Personenzugverkehr zwischen Nürnberg und Treuchtlingen eingesetzt.
Ab 1966 wurden die verbliebenen Maschinen beim Bw Kaiserslautern zusammengezogen, das damit zum Auslauf-Bw wurde. Die Loks wurden vorwiegend im Güterzugverkehr zwischen Kaiserslautern, Neustadt (Wstr.) und Ludwigshafen (– Mannheim) eingesetzt. Hier standen in den letzten Betriebsjahren auch Vorspann- und Schiebedienste bei Umleitern im Rahmen der Elektrifizierung der Moselstrecke auf dem Plan. Darüber hinaus gibt es bildliche Belege für Personen- und Hilfszugleistungen auf der Bahnstrecke Mannheim–Saarbrücken.
Bereits im Februar 1973 wurde im Bw Kaiserslautern mit 152 014 die letzte Maschine dieser Baureihe ausgemustert.
Die E 52 war mit 140 Tonnen die schwerste E-Lok, die je in Deutschland lief (nicht die DR-Baureihe E 95, wie oft behauptet wird).
Die Baureihenbezeichnung 152 wurde 1996 von der Deutschen Bahn AG wieder für einen neuen Lokomotivtypen verwendet, siehe DB-Baureihe 152.

## Verbleib
Zunächst wurden mehrere 152, ihrer Treibstangen beraubt, als Trafoloks eingesetzt. Diese Einsätze endeten Mitte der 1980er Jahre.
Von den 35 gebauten Loks der Baureihe E 52 blieb nur eine Maschine erhalten. Die E 52 34 befindet sich heute, beschriftet als EP 5 21534, nicht betriebsfähig im Besitz des DB-Museum Nürnberg und ist seit Mai 2014 wieder in der Fahrzeughalle II des DB Museums Nürnberg zu sehen.

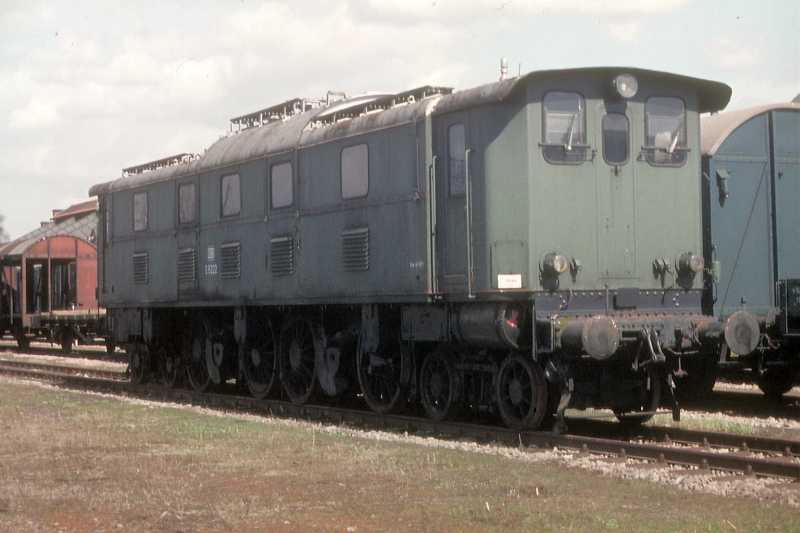
DB 152 022, zuvor Heizlok in Lörrach, stand noch lange nach ihrer Ausmusterung in Offenburg (1985). Sie war – abgesehen von der Museumslok – die letzte erhaltene E 52.
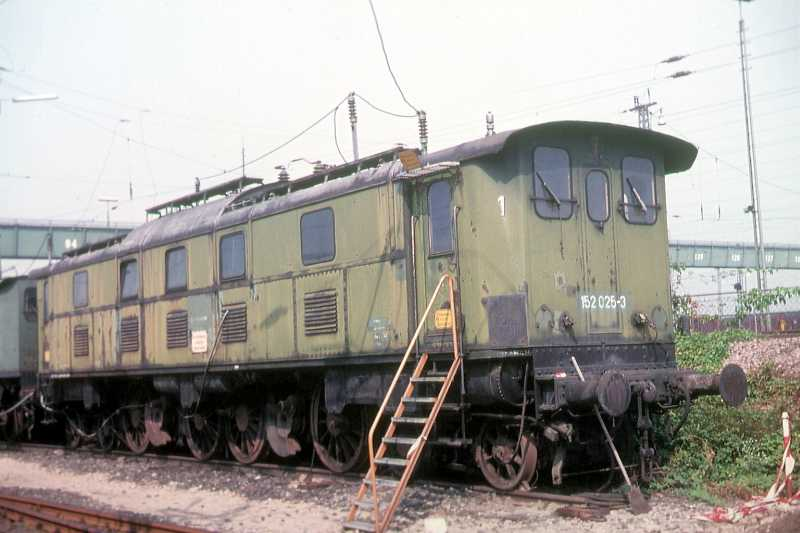
DB 152 025 als Trafolok am einstigen Frankfurter Hauptgüterbahnhof (1983)
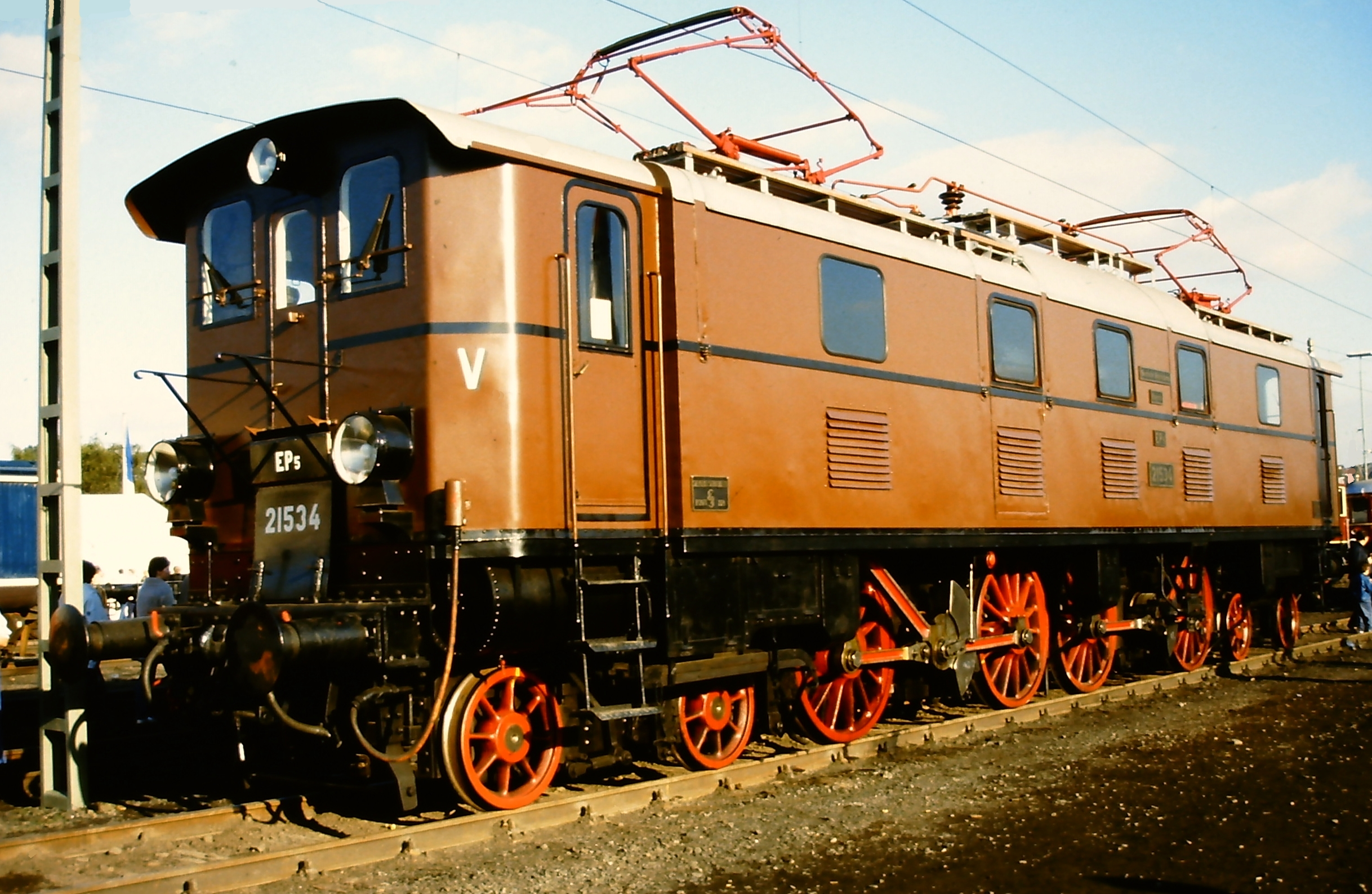
E 52 34 (EP 5 21534) Bochum-Dahlhausen